# Борщевка (приток Исты)
Борщевка — река в России, протекает в Арсеньевском районе Тульской области. Правый приток Исты.

## География
Река Борщевка берёт начало южнее деревни Выковка. Течёт на юго-запад. На реке расположены деревни Малая Борщевка и Большая Борщевка. Устье реки находится в 53 км по правому берегу реки Иста. Длина реки составляет 11 км.

## Данные водного реестра
По данным государственного водного реестра России относится к Окскому бассейновому округу, водохозяйственный участок реки — Ока от города Орёл до города Белёв, речной подбассейн реки — бассейны притоков Оки до впадения Мокши. Речной бассейн реки — Ока.
Код объекта в государственном водном реестре — 09010100212110000018551.